# Indoribates rostropilosus
Indoribates rostropilosus är en kvalsterart som först beskrevs av Hammer 1961.  Indoribates rostropilosus ingår i släktet Indoribates och familjen Haplozetidae. Inga underarter finns listade i Catalogue of Life.